# Joseph Netherclift

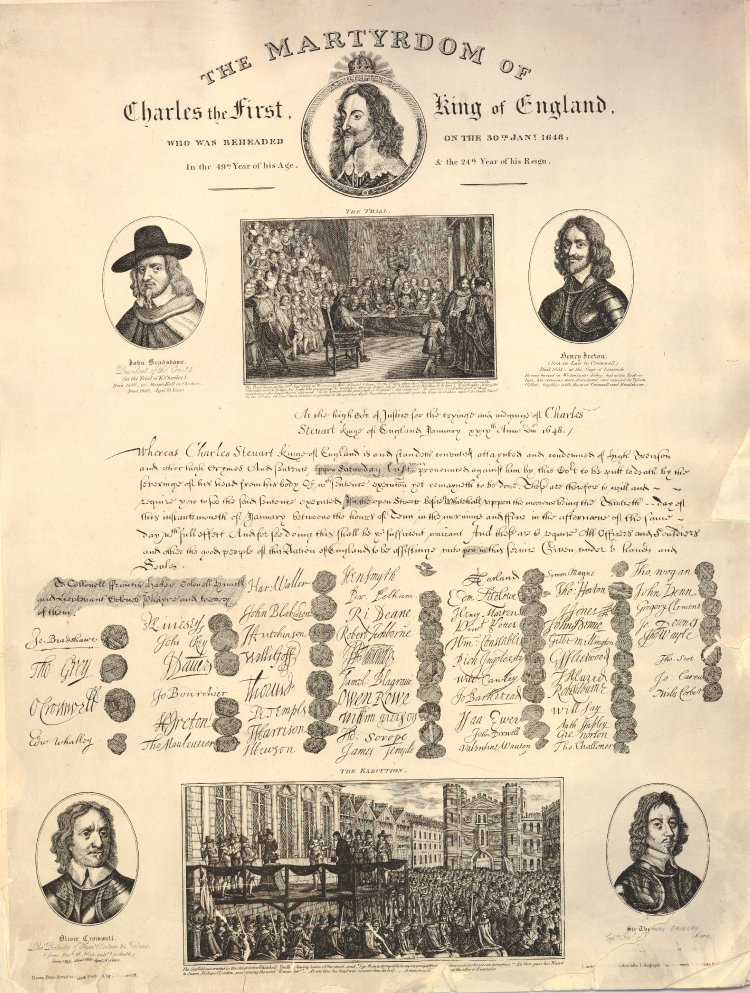
Martyrdom of Charles I, by Netherclift

Joseph Netherclift (* 8. September 1792; † 8. April 1863) war ein englischer Komponist und Lithograf.
Er wurde 1829 mit einer Medaille für seine Methode der Lithografie ausgezeichnet.
Zudem fertigte er lithographischen Faksimiles von historischen Dokumenten mindestens im Jahr 1833 an.
Sein möglicherweise bekanntestes musikalisches Werk ist „We Happy Shepherd Swains“, ein Madrigal für vier Stimmen.
Netherclift starb am 8. April 1863 und wurde auf dem Friedhof Brompton Cemetery in London begraben.